# 74P/Smirnova-Chernykh
74P/Smirnova-Chernykh este o cometă periodică din Sistemul Solar, aparținând familiei de comete jupiteriene, din grupul cometei Encke.
Cometa a fost descoperită de astronomii ruși sovietici Tamara Mihailovna Smirnova și Nikolai Stepanovici Cernîh, la 4 martie 1975, de la Observatorul Astrofizic din Crimeea. Cometa mai fusese observată, însă nu i s-a cunoscut comportamentul cometar și era indicată ca fiind un asteroid cu denumirea provizorie 1967 EU.
Cometa este mereu observabilă de pe Terra, grație slabei excentricități a orbitei sale. Când este la afeliu apare ca un obiect de magnitudinea 16.
Cometa face parte și din familia cometelor cvasi-Hilda, acest lucru permițându-i întâlnirile foarte apropiate cu Jupiter, survenite în 1955 (0,24 UA) și în 1963 (0,47 UA), care i-au mutat în mod radical orbita, permițându-se astfel descoperirea. În unii ani din jurul lui 2005 cometa  a fost capturată de Jupiter, devenind, pentru câtva timp, un satelit natural al acestei planete.